# Levata (Curtatone)
Levata è una frazione all’interno del territorio del comune di Curtatone a circa 5 km dal centro della città di Mantova, capoluogo dell'omonima provincia.

## Storia

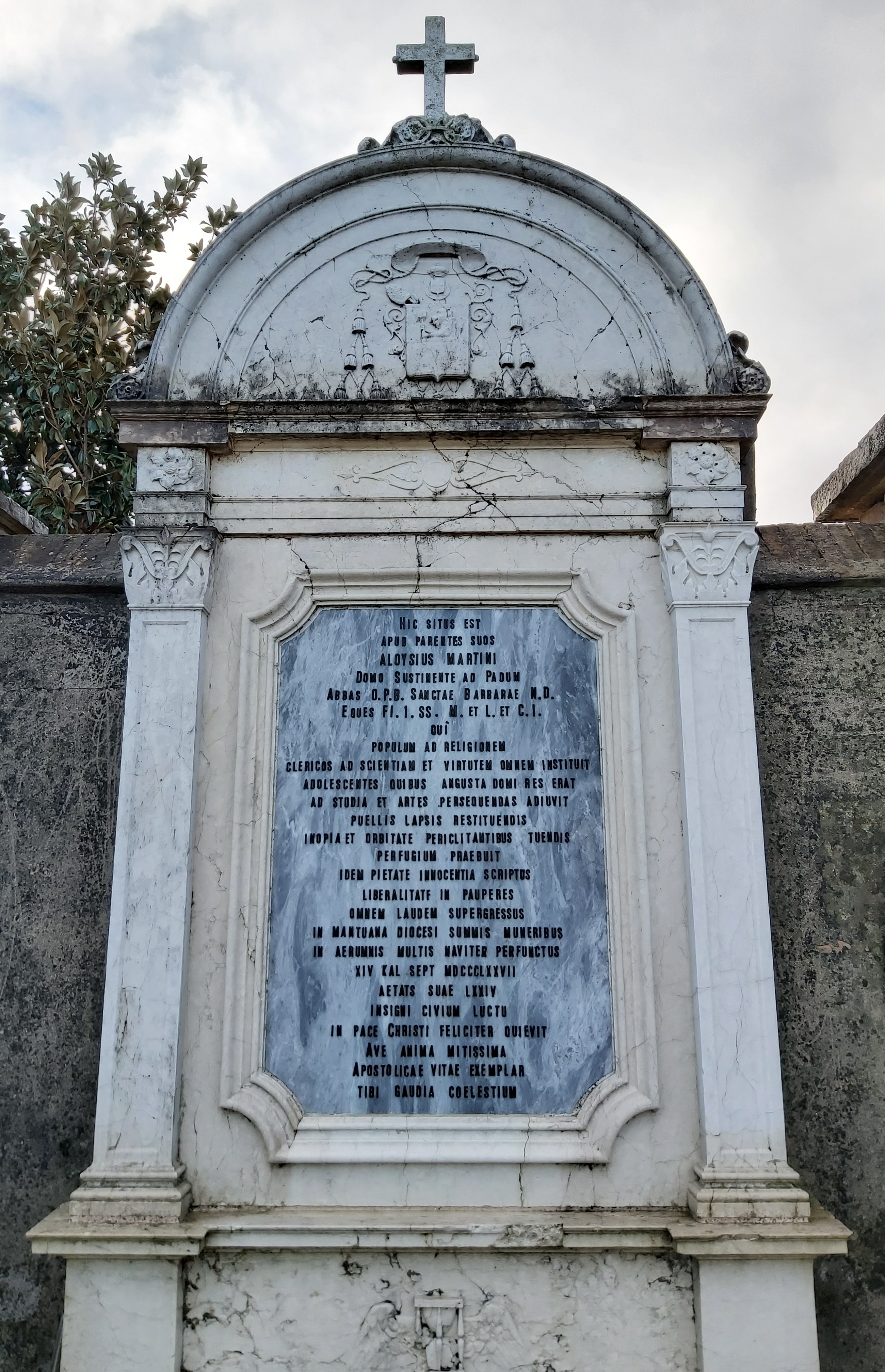
La tomba di Luigi Martini

Fino alla metà del XX secolo Levata era una frazione di campagna, in cui le abitazioni si trovavano attorno agli incroci stradali e sulle due vie principali. In seguito conobbe un velocissimo sviluppo residenziale, anche se esistono documenti risalenti al 1200 circa che attestano la riscossione di affitti da parte di un prete in questa zona. La storia risorgimentale è strettamente annodata con quella di Levata. Quest’ultima ha acquisito una certa importanza in quanto ospitò il parroco Luigi Martini, confessore dei Martiri di Belfiore.Levata.

## Arte
A Levata sorge una chiesa di stile neoclassico, costruita intorno al 1600 e dedicata a San Tommaso.